# Fernando González Bernáldez
Fernando González Bernáldez (Salamanca, 8 de marzo de 1933-Madrid, 16 de junio de 1992) fue un ecólogo español y pionero de la ecología terrestre en España.

## Biografía

### Infancia y juventud
Bernáldez se crio en Salamanca, donde acompañaba a su padre en paseos por las dehesas de dicha provincia, entre otras la que él mismo poseía. En sus primeros años mostró una gran aptitud para el dibujo, cuando cazaba mariposas con su padre, las dibujaba y mandaba los dibujos a Madrid a un monje entomólogo, antiguo profesor de su padre, para su determinación taxonómica. Dicha aptitud le sería muy útil durante su vida profesional para complementar sus ideas con apuntes, bocetos, dibujos y esquemas.
Empezó a estudiar la carrera de derecho en la Universidad de Salamanca influido por su familia. Sin embargo, en 1953 decide trasladarse a Madrid para estudiar ciencias biológicas en la Universidad Central, apoyado en su decisión por el monje entomólogo. Obtuvo la licenciatura en dichos estudios en 1959.

### Inicios de la carrera investigadora
Bernáldez se inició en la investigación con la ecofisiología vegetal, cuando trabajó, durante 1961 y 1962 en el laboratorio de biología vegetal de Avon, en el bosque de Fontainebleau, fundado por Gaston Bonnier y en el que Bernáldez trabajó a las órdenes de Georges Lemée. Sus trabajos se centraron en la afección del déficit hídrico a algunas especies vegetales. Posteriormente trabajó en el Instituto de Edafología y Biología Vegetal del CSIC, actual CCMA, donde desde becario llegó a ser jefe de la sección de ecofisiología del centro.
En 1970 ocupa la segunda cátedra de Ecología de España tras la de Ramón Margalef, en la Universidad de Sevilla. Allí creó el departamento de Ecología de dicha universidad y tuvo ocasión de conocer la naturaleza de Doñana, que marcaría su orientación científica y sus convicciones acerca de la forma de interpretar y mantener los paisajes.

### Consolidación profesional y fallecimiento
Con la creación de la Universidad Autónoma de Madrid (UAM), Bernáldez es nombrado catedrático de la misma en 1976 y emprende la creación del Departamento de Ecología, del que más tarde, con la entrada en vigor de la LRU, se convertiría en el Departamento Interuniversitario de Ecología con profesorado de la UCM y, más tarde, de la UAH. En esta etapa Bernáldez añade a Doñana las investigaciones en el Monte de El Pardo y los encinares adehesados, por una parte, y los estudios de humedales en las cuencas del Tajo y el Duero. Como profesor se centró en la docencia de la ecología y la geografía física, donde podía poner en práctica sus dotes artísticas para elaborar diagramas muy esmerados en sus clases. Las mismas dotes las pondría en práctica también en la elaboración de las láminas de la Guía de las gramíneas pratenses de Madrid.
Bernáldez prosiguió su actividad en la UAM de forma continuada salvo en 1984, cuando trabajó para el Ministerio de Obras Públicas y Urbanismo. En los últimos años de su vida se le detectó un cáncer que no hizo público y pese al que siguió trabajando hasta su fallecimiento, en 1992.
En 1996 se creó la Fundación Fernando González Bernáldez por iniciativa de los departamentos de Ecología de las Universidades Complutense, Autónoma de Madrid y Alcalá. El fin de esta fundación es recoger, difundir y desarrollar el legado del profesor Fernando González Bernáldez, en su triple compromiso con la investigación ecológica, la educación ambiental y la conservación de la naturaleza, desde el rigor del conocimiento científico que le fue característico.
En honor a su trabajo y a sus aportaciones, la biblioteca de la Facultad de Ciencias de la UAM lleva su nombre.

## Contribuciones científicas
La producción científica de Bernáldez se vio influida por su necesidad de comprender e interpretar los paisajes. Influido por los ecólogos soviéticos (hablaba ruso además de francés, inglés y alemán) además de por los occidentales, su trabajo incluía el estudio de la vegetación como indicadora de factores y procesos que afectan al paisaje, ahondando así en los sistemas de uso del territorio y transformación del paisaje. Sin embargo, a ello añadió el estudio de la percepción del paisaje y la educación ambiental como forma de modificar la misma. Todo ello se encaminaba a la búsqueda de mecanismos para conservar los paisajes de forma estable y duradera y al mismo tiempo resaltaba el valor de los paisajes alterados por el hombre de forma tradicional para la conservación de la naturaleza.
Con estos fines, Bernáldez se rodeó de colaboradores que trabajasen en áreas como la ecología de humedales, la ecología de pastizales y sistemas agrarios extensivos, estudios de ecología humana relacionados con los mismos como en el caso de la trashumancia, otras ramas de la ecología humana como la percepción ambiental y, complementando a aquella, la educación ambiental.

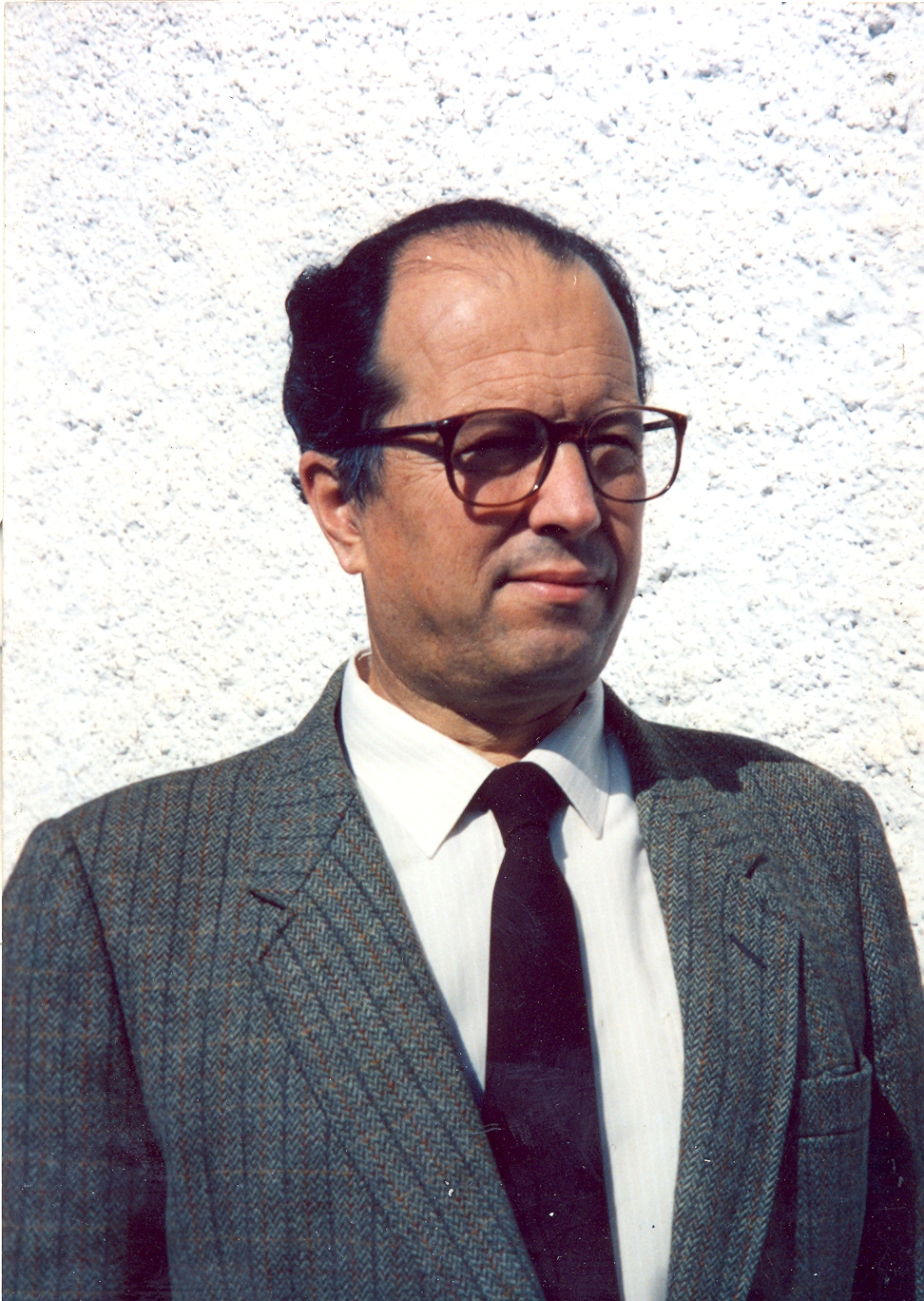
Fernando González Bernáldez

## Apoyo al movimiento ecologista
La figura de Bernáldez destaca por su apoyo dado al movimiento ecologista en España. Durante su carrera científica, y al darse cuenta de la importancia de la intervención del hombre en los procesos naturales y de la educación ambiental, Bernáldez tomó parte en iniciativas como participar en la elaboración de las recomendaciones de la Unesco en medio ambiente. Incluso llegó a ser subdirector general de Medio Ambiente en el año 1984, abandonando por un tiempo su actividad investigadora y docente.
El 5 de junio de 1988 el Ministerio de Obras Públicas y Urbanismo, a partir del cual se formaría el Ministerio de Medio Ambiente, concedió el primer Premio Nacional de Medio Ambiente a Bernáldez por su trayectoria en defensa de los valores ambientales.
El 5 de junio de 1992 el Premio Nacional de Medio Ambiente fue otorgado a los grupos ecologistas españoles, que decidieron conjuntamente que fuese el profesor Bernáldez el encargado de recogerlo. Al estar ya hospitalizado, lo recogió su esposa, Catherine Levassor.
También en 1992 se le otorgó su nombre al Centro de Investigación Medioambiental de Soto del Real.

## Obras
El listado completo de las obras de Bernáldez se puede consultar página web de la Fundación Fernando González Bernáldez.
Entre las más importantes se encuentran las siguientes:
- González Bernáldez, Fernando (1976). Estudios ecológicos sobre Sierra Morena. Madrid: Ministerio de Agricultura, Servicio de Publicaciones. 80 pp. ISBN 84-400-9695-X.
- González Bernáldez, Fernando (1981). Ecología y paisaje. Madrid: Blume. 250 pp. ISBN 84-7214-227-2.
- González Bernáldez, Fernando (1985). Invitación a la ecología humana. La adaptación afectiva al entorno. Madrid: Tecnos. 159 pp. ISBN 84-309-1153-7.
- González Bernáldez, Fernando (1992). Los paisajes del agua. Terminología popular de los humedales. Madrid: J.M. Reyero. 257 pp. ISBN 84-604-3756-6.
- González Bernáldez, Fernando (1997). Gramíneas pratenses de Madrid. 2ª edición revisada. Madrid: Consejería de Medio Ambiente y Desarrollo Regional. 287 pp. ISBN 84-451-1399-2.